# PPP1R27
PPP1R27 (англ. Protein phosphatase 1 regulatory subunit 27) – білок, який кодується однойменним геном, розташованим у людей на короткому плечі 17-ї хромосоми. Довжина поліпептидного ланцюга білка становить 154 амінокислот, а молекулярна маса — 17 438.
| 10         |  | 20         |  | 30         |  | 40         |  | 50         |
| ---------- |  | ---------- |  | ---------- |  | ---------- |  | ---------- |
| MPSRTARYAR |  | YSPRQRRRRM |  | LADRSVRFPN |  | DVLFLDHIRQ |  | GDLEQVGRFI |
| RTRKVSLATI |  | HPSGLAALHE |  | AVLSGNLECV |  | KLLVKYGADI |  | HQRDEAGWTP |
| LHIACSDGYP |  | DIARYLISLG |  | ADRDATNDDG |  | DLPSDLIDPD |  | YKELVELFKG |
| TTMD       |  |            |  |            |  |            |  |            |

A: Аланін

C: Цистеїн

D: Аспарагінова кислота

E: Глутамінова кислота

F: Фенілаланін

G: Гліцин

H: Гістидин

I: Ізолейцин

K: Лізин

L: Лейцин

M: Метіонін

N: Аспарагін

P: Пролін

Q: Глутамін

R: Аргінін

S: Серин

T: Треонін

V: Валін

W: Триптофан